# Oboechovo (metrostation)
Oboechovo (Russisch: Обухово) is een station van de metro van Sint-Petersburg. Het station maakt deel uit van de Nevsko-Vasileostrovskaja-lijn en werd geopend op 10 juli 1981. Station Oboechovo bevindt zich in het zuidoosten van Sint-Petersburg en is genoemd naar de wijk waarin het ligt. Op het naast het metrostation gelegen gelijknamige spoorwegstation kan overgestapt worden op treinen van het voorstadsnet.
Het station ligt 62 meter onder de oppervlakte en is het enige van de Nevsko-Vasileostrovskaja-lijn met een gewelfd plafond. Het toegangsgebouw van het metrostation staat aan het eind van de Oelitsa Gribakinych, naast het spoorwegstation. Aan het einde van de perronhal is het beeldhouwwerk "Van marxistische groepen tot revolutionaire actie" aangebracht; het werk is opgedragen aan een staking die in 1901 in de plaatselijke fabriek werd gehouden.